# Pravila lui Vasile Lupu
Pravila lui Vasile Lupu este o culegere de legi cunoscută sub numele de Carte românească de învățătură, tipărită la Iași în 1646.
A fost scrisă de mitropolitul Varlaam Moțoc, având ca izvoare legea agrară bizantină de la sfârșitul secolului VII și începutul secolului VIII și o lucrare a lui Prospero Farinacci. Fiind o legislație caracteristic feudală, conținea norme prin care, apărându-se în general proprietatea și interesele feudalilor, se consfințea aservirea țăranilor și legarea lor de pământ, precum și inegalitatea împricinaților în fața legilor. În afară de numeroase dispoziții cu caracter general, Pravila conținea norme de drept civil, vamal, fiscal, medicină legală și de drept canonic.